# 96348 Toshiyukimariko
96348 Toshiyukimariko este un asteroid din centura principală de asteroizi.

## Descriere
96348 Toshiyukimariko este un asteroid din centura principală de asteroizi. A fost descoperit pe 7 octombrie 1997 la Nanyo de Tomimaru Okuni. Asteroidul prezintă o orbită caracterizată de o semiaxă mare de 2,17 ua, o excentricitate de 0,17 și o înclinație de 0,9° în raport cu ecliptica.